# Coturnicops noveboracensis
Coturnicops noveboracensis là một loài chim trong họ Rallidae.

## Hình ảnh

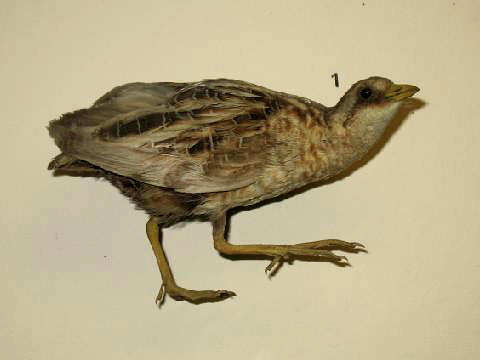
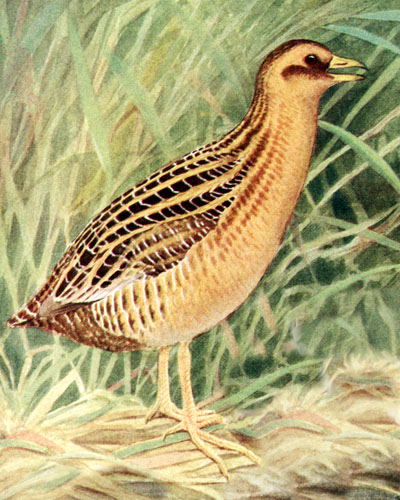